# Качмарський Євген Йосипович
Євген Йосипович Качмарський (нар. 22 вересня 1910, м. Львів — 17 травня 1942, м.Львів) — діяч УВО та ОУН, учасник Варшавського процесу.

## Життєпис
Народився 22 вересня (за іншими даними 23 або 26) 1910 року.
З 1927 року член УВО, а з 1933-го член ОУН. Учасник нападу на пошту по вулиці Глибокій 3 липня 1928. Заарештований польською поліцією та засуджений до 5 років ув'язнення. Вийшов на волю 5 липня 1933.
25 вересня 1934 знову заарештований та засуджений на Варшавському процесі до 15 років ув'язнення. З вересня 1939 року на волі.
Служив заступником комісара української поліції відділення на Жовківській дільниці у Львові.
Помер від туберкульозу у Львові, похований на Янівському цвинтарі.